# 末日列車
《末日列車》（英語：Snowpiercer、：／ Seolgungnyeolcha */?）是一部2013年上映的韩国科幻電影，韓國導演奉俊昊的首部英語電影，並由朴贊郁監製，根據法國漫畫家雅克·勒布的科幻漫畫《雪國列車》改編，聚集美、英、韓三國多名影星演出。

## 劇情
2014年，因為全球暖化，人類将CW-7冷却剂发射到大气来遏制全球变暖，但是“过于成功”導致全球氣溫驟降。僅存的人類都乘坐在諾亞方舟般的列車裡，這台自給自足，能永恆不滅地運轉下去的列車（永动机驱动）卻存在兩種截然不同的生活，前區的人奢華度日，後區的人被壓榨，还会受到前面人的威胁和无理要求。2031年，末節車廂的人們不堪忍受如戰俘收容所般的惡劣環境，決定起來反抗。末尾車廂領袖寇帝斯（Curtis）和他的第二把手艾德格（Edgar）在精神導師吉利安（Gilliam）的敦促下，策劃利用一場暴動來奪取列車獨裁者威佛（Wilford）所掌控列車命脈的引擎區。在意識到警衛於上次叛亂用光所有子彈之後，反抗軍順利打倒末尾車廂的士兵，解救被囚禁起來的列車门禁系统工程師南宮民秀（Namgong Minsu），以及他的女兒瑤娜（Yona）。寇帝斯用同時是毒品的工業廢料克洛諾（Kronole）贿赂南宮民秀父女為其效力。
南宮民秀幫助反抗軍開啟車門向前推進，眾人接連穿過飲水區與糧食區。但不久之後，他們便遭遇梅森部長（Mason）的斧頭衛隊阻攔，雙方爆發激戰。在戰鬥中，火車駛入隧道，眾人陷入黑暗，配戴夜視設備的士兵逐漸佔上風，直到末尾車廂帶來了火炬為反抗軍提供視野，成功發動反擊。寇蒂斯抓住梅森作為人質，以結束戰鬥，但艾德格被梅森的副手小佛朗哥（Franco the Younger）刺死。反抗軍在此稍作休息，看管投降的士兵們，而寇蒂斯則將梅森，南宮，瑤娜，武功高強的格雷（Grey），孩子被威佛擄走的譚婭（Tonya）和安德魯（Andrew）帶到了火車的前部。
寇帝斯的團隊穿越了幾輛豪華車廂，到達一間教室，在那裡，一位老師正教授孩子們威佛的偉大事蹟。南宮從車窗外認出15年前叛亂的「冰原七壯士」逃出列車後在雪山上的遺骸，他的妻子也是其中一員。此時一個運送員蛋頭（Egg-head）為眾人帶來雞蛋慶祝第18個新年。然而，當蛋頭來到反抗軍休息處時，他拿出衝鋒槍射殺其餘反抗軍成員，揭示子彈的確仍然存在，並釋放了被俘虜的守衛，包括梅森的副手老佛朗哥（Franco the Elder）。而教室的老師也拿出槍枝殺死了安德魯，直至格雷投出飛刀將前者殺死。佛朗哥率領士兵們處死吉利安與絕大多數末尾車廂民眾，並向教室的電視發送現場直播。寇帝斯大怒殺死梅森，在沒有回頭路的情況下團隊只能繼續前進，但佛朗哥很快追上了他們。在一處桑拿車廂內，譚婭和格雷與佛朗哥戰鬥後被殺，後者隨後似乎被寇蒂斯和南宮殺死。他們與瑤娜一起繼續前進。
他們到達引擎前的最後一輛車，此處充斥生活奢糜的癮君子。身心疲倦的寇蒂斯開始吐露心聲，在列車行駛早期，即17年之前，末尾車廂的人們為了生存不停互相殘殺，當時的他幾乎已經準備好要吃還是嬰兒的艾德格，但吉利安卻自願割下胳膊給他食用。寇蒂斯想面對威佛，問他為什麼創建這個階級制度。南宮認為冰雪出現消融的跡象，在與斧頭隊激戰時他注意到一架多年前墜毀的飛機殘骸從雪中顯現。南宮透露，克洛諾除了是毒品外也是一種炸藥，他想用它把車門炸開，逃往冰原上創造生機。就在這時，引擎門打開，威佛的助手克勞德出現槍傷南宮，並邀請寇蒂斯進入車頭的引擎室。
寇帝斯遇到威佛，令他震驚的是，威佛和吉利安暗中一直有通訊往來，威佛與吉利安串通好定時發動叛亂，好在鎮壓過程中殺死74％的末尾車廂乘客，以將火車上的人口減少到可維持封閉生態系的水平。然後，他提出讓寇帝斯繼承列車長的位置，代他管理這條列車。價值觀受到衝擊的寇帝斯正考慮威佛的提議，直到當瑤娜通過敏銳的聽覺，翻開地板找到安德魯的孩子安迪（Andy）和譚婭的孩子提姆（Timmy）潛藏在列車底下充當維修員。寇帝斯對威佛的行徑感到憤怒，擊倒了威佛並從機器中救了提姆，儘管他在此過程中失去了右臂，而南宮此時正與甦醒的佛朗哥和一群癮君子搏鬥。寇帝斯給瑤娜火柴，以點燃克羅諾炸開車門。由於通向引擎室的門不會關閉，因此寇帝斯和南宮用自己的身體保護瑤娜和提姆免遭爆炸波及。
爆炸導致雪崩，使火車脫軌，寇帝斯和南宮命喪當場。不久之後，瑤娜和提姆離開列車殘骸。他們在遠處看到一隻北極熊，這表明生命仍存在於外面世界。

## 演員
| 演員                                        | 角色                         | 簡介                                                                   |
| 克里斯·伊凡 Chris Evans                     | 寇帝斯·佛瑞特 Curtis Everett | 反抗军领袖，行事果決卻容易遭人操弄。                                   |
| 宋康昊                                      | 南宮民秀 Namgong Minsu       | 列車安全系統設計專家，有吸食克洛諾的毒癮。                             |
| 艾德·哈里斯 Ed Harris                       | 威佛 Wilford                 | 列車的建造者與獨裁者。                                                 |
| 約翰·赫特 John Hurt                         | 吉利安 Gilliam               | 寇帝斯的好友，貧民車廂的精神領袖，實為威佛派到貧民車廂定時造反的臥底。 |
| 傑米·貝爾 Jamie Bell                        | 艾德格 Edgar                 | 寇帝斯的年輕副手，與他一起揭竿起義。                                   |
| 高我星                                      | 瑤娜 Yona                    | 南宮民秀之女，因為在列車上出生長大，擁有感受列車門後不尋常聲音的能力。 |
| 奥克塔维亚·斯宾塞 Octavia Spencer           | 譚婭 Tanya                   | 貧民車廂的乘客，因為孩子被克勞迪婭強行帶走，與寇帝斯一起揭竿起義。     |
| 艾文·布萊納 Ewen Bremmer                    | 安德魯 Andrew                | 貧民車廂的乘客，因為孩子被克勞迪婭強行帶走，與寇帝斯一起揭竿起義。     |
| 盧克·帕斯夸尼洛 Luke Pasqualino             | 格雷 Grey                    | 貧民車廂的乘客，吉利安的保鑣兼同性情人，與寇帝斯一起揭竿起義。         |
| 蒂妲·絲雲頓 Tilda Swinton                   | 梅森 Mason                   | 副列車長，性格狂妄跋扈，威佛的副手。                                   |
| 弗拉德·伊凡諾夫 Vlad Ivanov                 | 老佛朗哥 Franco the Elder    | 梅森的手下，列車守衛長，魁梧雄壯。                                     |
| 阿德南·哈斯科維奇 Adnan Hasković            | 小佛朗哥 Franco the Younger  | 梅森的手下，列車的劊子手。                                             |
| Tómas Lemarquis                             | 蛋頭 Egg-head                | 威佛的同性情人，因運送槍枝造成局勢逆轉。                               |
| 艾瑪·萊維 （页面存档备份，存于） Emma Levie | 克勞迪婭 Claude              | 威佛的床伴兼保鑣。                                                     |
| 艾莉森·皮爾 Alison Pill                     | 老師 Teacher                 | 教室車廂的老師，也是威佛的情人之一。                                   |
| 克拉克·米德爾頓 Clark Middleton             | 畫家 Painter                 | 貧民車廂中一個專門記錄乘客生活的畫家。                                 |
| 伊戈爾·尤里奇 Igor Juric                    | 黑聲 Dark Voice              |                                                                        |
| 朴成澤                                      | 陳 Chan                      |                                                                        |

## 製作
導演奉俊昊在2004年準備《駭人怪物》之時，偶然於書店看了《末日列車》的原著漫畫後，便萌生將其搬上大銀幕的想法，該漫畫曾在1986年法國安古蘭國際漫畫節上獲得大獎。
電影由朴贊郁導演的公司製作，韓國CJ娛樂投資3920萬美元，奉俊昊親自改編劇本和選角。
擔綱主角叛軍領袖Curtis的克里斯·伊凡在看過劇本後便自我推薦來試鏡；蒂妲·絲雲頓於2009年釜山國際電影節就曾表示想與奉俊昊合作，其後兩人於2012年坎城影展上的會面為合作建立起信賴的基礎，但是當時劇本裡並沒有適合她的角色，奉俊昊為此把男性次車長Mason改成女性角色；韓國演員宋康昊和高我星在2010年劇本完成之前已經確認演出，是繼《駭人怪物》之後二度在奉俊昊的電影中飾演父女。
在原著中共有1001節車廂，但電影裡是設置了100節而且並未出現總數，連最遠景都沒有完全呈現出列車的頭和尾，實際上只製作了26節道具車廂。最初是計畫在韓國拍攝，電影場景幾乎是在列車當中，而26個長20公尺的道具車廂，總長超過500公尺。就算不能全加上，還是要呈現出穿越每節車廂連接的部分，起碼要用到三、四個車廂，需要長達100公尺的攝影棚，但是在韓國沒有適合場地，美國攝影棚又太貴，最後選擇了捷克的Barrandov Studios。由《太極旗飄揚》、《非常母親》的韓國攝影師洪慶表執鏡，拍攝時間為2012年4月至7月。后期制作在韩国完成。
对于电影主题，奉俊昊在采访中说：“《雪国列车》是很明显的政治电影。人们的生活总是在一定的体制内。在学校和社会也是存在于资本主义共产主义体制。《雪国列车》就是这样的故事，还讲述了可以突破这种限制的故事。退一步去看，是一部很残忍的电影。人们拥有想安逸在体制里和想突破体制的双重欲望。实际上有几个呢。又想摆脱又想安逸的双面性，在电影中出现的人物上都表现了出来。如果说带有政治色彩，那就是了。”

## 發行
2013年8月1日以韓國為起點，之後在北美、法國、日本、俄羅斯以及東南亞等地全球大規模上映。北美、英國、紐西蘭、澳大利亞發行權由溫斯坦影業購得，法國公司Wildside購買了在法國、東歐和南美的發行權。《末日列車》銷售到全世界167個地區，超過2000萬美元的出口額等同於韓國電影一整年的出口額。此外，該片在2014年受邀參加第64屆柏林影展，於論壇單元特別上映，為少數在影展上非全球首映的電影。
由於恐怖、台詞、藥物、模仿危險以及主題和社會普遍概念不符，在韓國被判定為15歲以上才能觀看。美國發行商溫斯坦影業則是曾要求導演從電影中刪去近20分鐘的片段，並在片頭片尾加入旁白解釋，好讓美國觀眾更能接受這部電影，不過最終上映版本為126分鐘並列為R級，與125分鐘韓國版本差別甚微，起初只於少數電影院上映，根據票房表現再調整上映規模。

### 评价
本片在媒体试映后得到了大部分媒体的积极肯定，其中欧美媒体对影片的特效与独到风格予以盛赞，韩国媒体则认为影片价值观和故事性仍带有鲜明的奉俊昊烙印。《綜藝》杂志称它是“一部野心勃勃、视效极佳、内涵丰富、非常令人满意的未来史诗”，并盛赞导演为“来自韩国的天才导演”。Twitchfilm网站认为“西方主流观众是否能接受这种黑暗残忍的类型还未可知，不过奉俊昊已经以自己的方式击败了好莱坞。《雪国列车》讲述了一个绝佳的末日科幻故事，是一次非常独特和令人激动的观影体验。”

### 票房
於韓國上映10天觀影人數突破500萬，19天超過800萬，總觀影人數約933萬。
中国大陆首周7天收获5000万人民币列第二位，次周收2040万列第七，创造韩国影片中国票房新高。

## 音樂
| 曲序 | 曲目                  | 时长 |
| ---- | --------------------- | ---- |
| 1.   | This Is The End       | 3:41 |
| 2.   | Stomp                 | 3:40 |
| 3.   | Preparation           | 1:00 |
| 4.   | Requesting An Upgrade | 3:10 |
| 5.   | Take The Engine       | 2:04 |
| 6.   | Axe Gang              | 2:22 |
| 7.   | Axe Schlomo           | 1:47 |
| 8.   | Blackout Fight        | 4:24 |
| 9.   | Water Supply          | 2:32 |
| 10.  | Go Ahead              | 2:46 |
| 11.  | Sushi                 | 1:14 |
| 12.  | The Seven             | 1:00 |
| 13.  | We Go Forward         | 2:05 |
| 14.  | Steam Car             | 2:38 |
| 15.  | Seoul Train           | 2:26 |
| 16.  | Snow Melt             | 2:02 |
| 17.  | Take My Place         | 5:56 |
| 18.  | Yona Lights           | 3:33 |
| 19.  | This Is The Beginning | 4:00 |
| 20.  | Yona's Theme          | 3:38 |

## 獲獎
| - 第22屆釜日電影獎 - 最優秀作品獎 - 攝影獎（洪慶表） - 美術獎（安德烈·內巴施） - 第50屆大鐘獎 - 編輯獎（崔民永、金昌周） - 美術獎（安德烈·內巴施） - 第33屆韓國電影評論家協會獎 - 最優秀作品獎 - 導演獎（奉俊昊） - 攝影獎（洪慶表） - 第34屆青龍電影獎 - 導演獎（奉俊昊） - 美術獎（安德烈·內巴施） - 第56屆亞太影展 - 最佳美術指導（安德烈·內巴施） | - 第5屆年度電影獎 - 最佳影片獎 - 最佳導演獎（奉俊昊） - 第50屆百想藝術大賞 - 電影部門 導演獎（奉俊昊） - 第86屆國家評論協會獎 - 十大獨立影片 |

## 電視劇
據《好萊塢報導》，一部《末日列車》的改編電視影集正在計畫中，喬許·佛瑞德曼將撰寫劇本，奉俊昊也將參與擔任執行製片人。《綜藝》報導，TNT已同意接下其試播集。影集2020年5月17日開播。

## 外部連結
- 官方网站（英文）
- 时光网上《末日列車》的資料（简体中文）
- NAVER電影 （页面存档备份，存于）
- 豆瓣电影上《末日列車》的資料 （简体中文）
- Enjoy Movie上《末世列車 （页面存档备份，存于）》的資料
- 互联网电影数据库（IMDb）上《末世列車》的资料（英文）